# Natać Wielka
Natać Wielka (deutsch Groß Nattatsch, 1938 bis 1945 Großseedorf) ist ein kleines Dorf in der polnischen Woiwodschaft Ermland-Masuren und gehört zur Gmina Nidzica (Stadt- und Landgemeinde Neidenburg) im Powiat Nidzicki (Kreis Neidenburg).

## Geographische Lage
Natać Wielka liegt am Nordwestufer des Omulef-Sees (polnisch Jezioro Omulew) im Südwesten der Woiwodschaft Ermland-Masuren, 19 Kilometer nordöstlich der Kreisstadt Nidzica (deutsch Neidenburg).

## Geschichte
Das ursprünglich Nattatsch, erst nach 1883 Groß Nattatsch genannte Dorf wurde 1702 gegründet. Zwischen 1874 und 1945 war es in den Amtsbezirk Hartigswalde (polnisch Dłużek) im ostpreußischen Kreis Neidenburg eingegliedert. 199 Einwohner waren 1910 in Groß Nattatsch registriert, 1933 waren es 206.
Am 3. Juni – amtlich bestätigt am 16. Juli – 1938 wurde Groß Nattatsch aus politisch-ideologischen Gründen der Abwehr fremdländisch klingender Ortsnamen in „Großseedorf“ umbenannt. Die Zahl der Einwohner belief sich 1939 auf 219.
1945 fiel in Kriegsfolge das gesamte südliche Ostpreußen an Polen. Davon war auch Großseedorf betroffen, das nun die polnische Namensform „Natać Wielka“ erhielt. Heute ist das kleine Dorf eine Ortschaft im Verbund der Gmina Nidzica (Stadt- und Landgemeinde Neidenburg) im Powiat Nidzicki (Kreis Neidenburg), bis 1998 der Woiwodschaft Olsztyn, seither der Woiwodschaft Ermland-Masuren zugehörig. Im Jahre 2011 zählte Natać Wielka 44 Einwohner.

## Kirche
Bis 1945 war Groß Nattatsch/Großseedorf in die evangelische Kirche Kurken (polnisch Kurki) in der Kirchenprovinz Ostpreußen der Kirche der Altpreußischen Union sowie in die römisch-katholische Kirche Wuttrienen (polnisch Butryny) im Bistum Ermland eingepfarrt.
Heute gehört Natać Wielka zur katholischen Pfarrei Jabłonka (Jablonken, 1938 bis 1945 Sehag), einer Filialkirche der Herz-Mariä-Kirche Łyna (Lahna) im jetzigen Erzbistum Ermland, außerdem zur evangelischen Kirche Jabłonka, einer Filialkirche der Heilig-Kreuz-Kirche Nidzica (Neidenburg) in der Diözese Masuren der Evangelisch-Augsburgischen Kirche in Polen.

## Verkehr
Natać Wielka liegt an einer Nebenstraße, die die Woiwodschaftsstraße 545 bei Napiwoda (Grünfließ) mit der Landesstraße 58 unweit von Czarny Piec (Schwarzenofen) verbindet. Außerdem führt eine Straße von Natać Mała aus in den Ort. Eine Anbindung an den Bahnverkehr besteht nicht.